# T.G.I. Fridays

Logo de l'entreprise

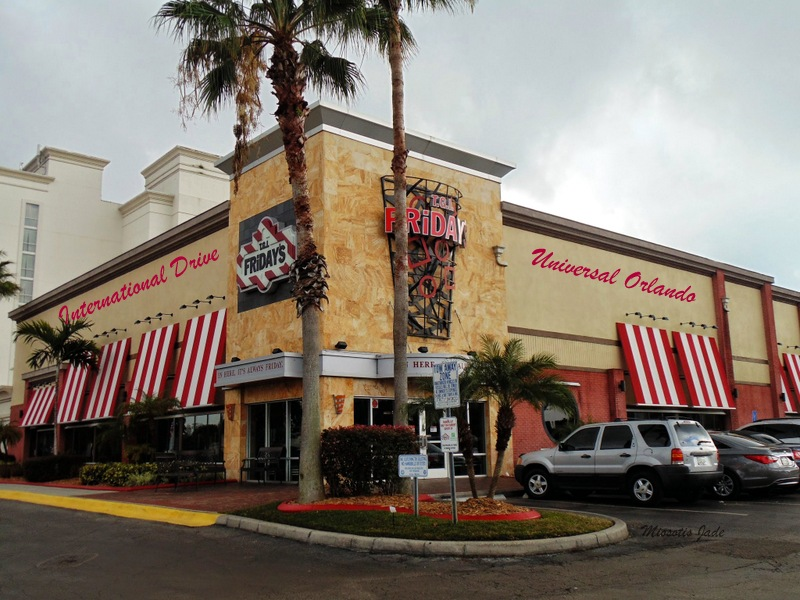
Restaurant T.G.I. Friday's à Orlando, États-Unis.

T.G.I. Friday's est une chaîne de restaurants américaine présente dans de nombreux pays. Le nom provient de l'expression américaine « Thank God/Goodness It's Friday » abrégée en « TGIF » : « Dieu merci, c'est vendredi ».
La spécificité du restaurant réside dans le décor atypique et l'attitude des serveurs et serveuses qui ont comme talent d'amuser le client, à la manière des G.O. des clubs de vacances.
La chaîne de restaurants appartient au groupe de tourisme Carlson.
Elle compte près de 11 000 employés (2021).

## Dans la culture populaire
- Elle a été parodiée en 1999 dans le film 35 heures, c'est déjà trop (Office Space) réalisé par Mike Judge.
- Dans South Park, Kenny meurt de la syphilis après avoir reçu une pipe de la part de sa petite amie devant le T.G.I Friday's, dans le premier épisode de la saison 13 La Bague.
- Dans le film Click, les Japonais veulent s'y rendre après leur rendez-vous et Michael Newman, le héros, profite de ce qu'il entend pour obtenir un contrat.
- Dans le film Zookeeper, le héros va manger au Friday avec un gorille.
- Randall Munroe y place le contexte de l'épisode 631 de sa bande dessinée xkcd.
- Dans un épisode de Futurama, Bender, transformé en humain alcoolique s'enivre dans un « DUI Friday's », une référence à Driving Under Influence (conduite en état d'ébriété).
- Dans l'épisode 5, saison 1 de la série Inside Job, Magic Myc compare la décoration d'une chambre d'enfant bloqué dans les années 80 à celle d'un T.G.I Friday's.